# Добротинет (Олт)
Добротинет (рум. Dobrotinet) насеље је у Румунији у округу Олт у општини Куртишоара. Oпштина се налази на надморској висини од 181 m.

## Становништво
Према подацима из 2002. године у насељу је живело 1310 становника, од којих су сви румунске националности.